# Euryglossa
Euryglossa är ett släkte av bin. Euryglossa ingår i familjen korttungebin.

## Bildgalleri

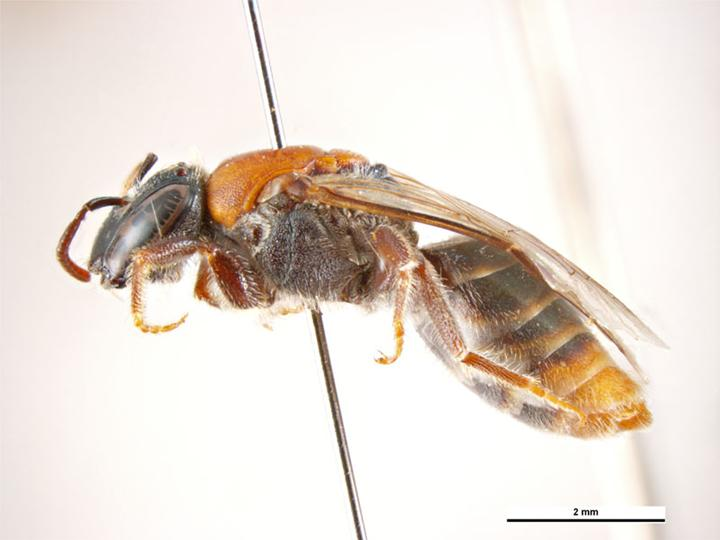
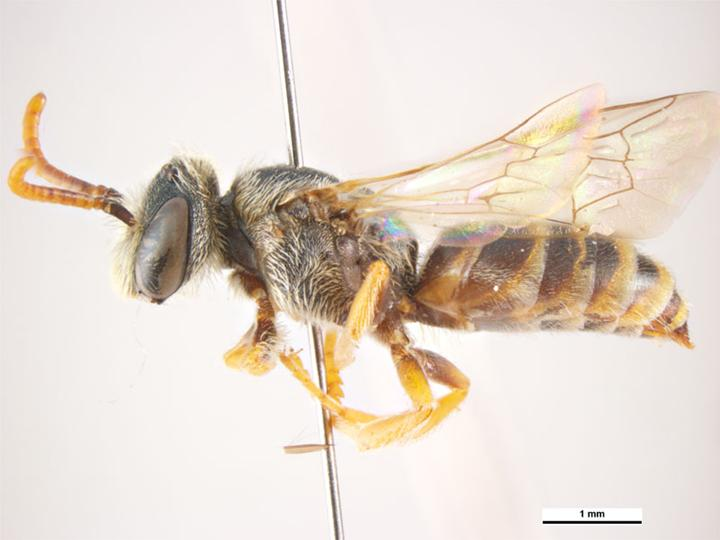
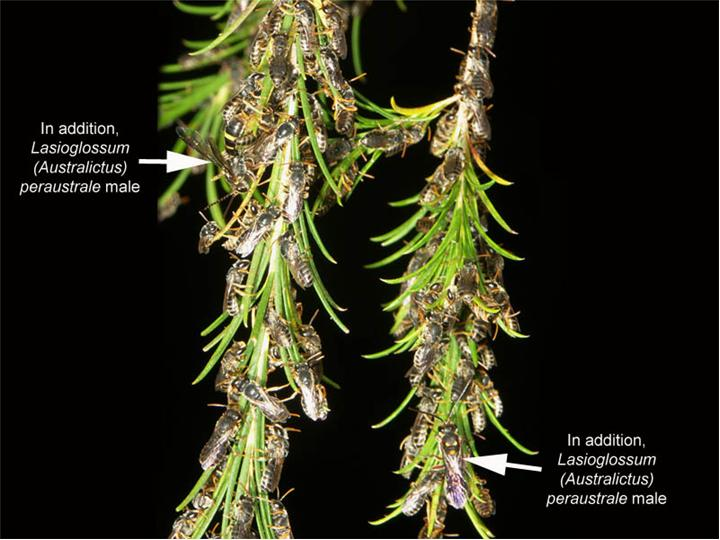
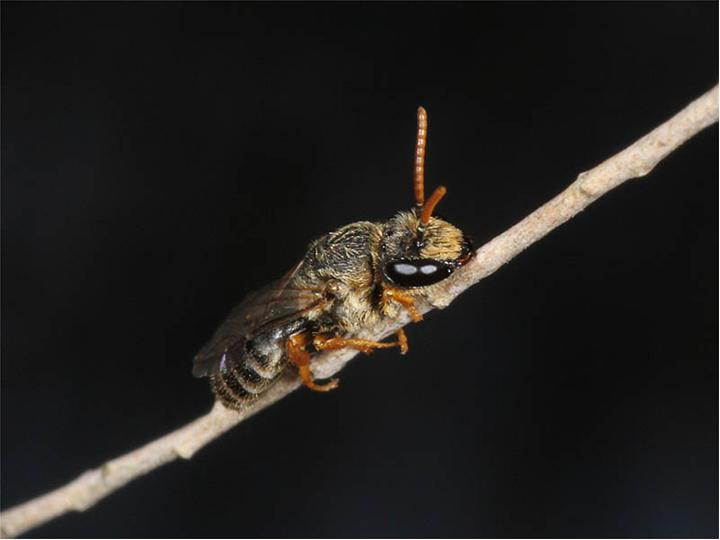
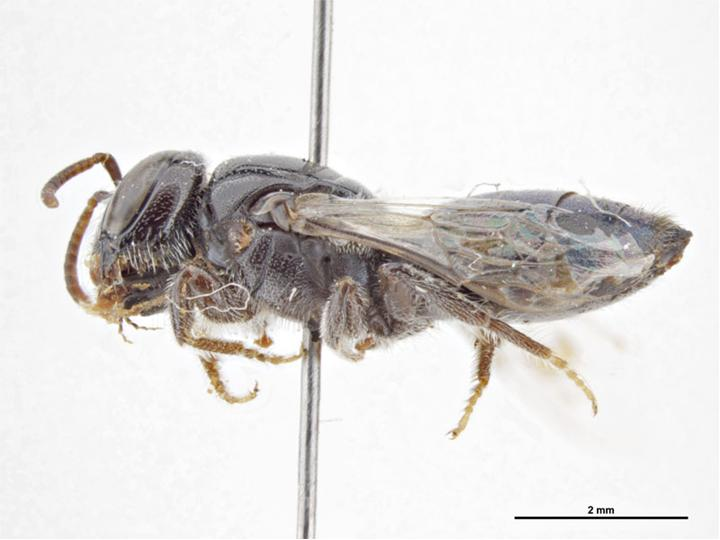
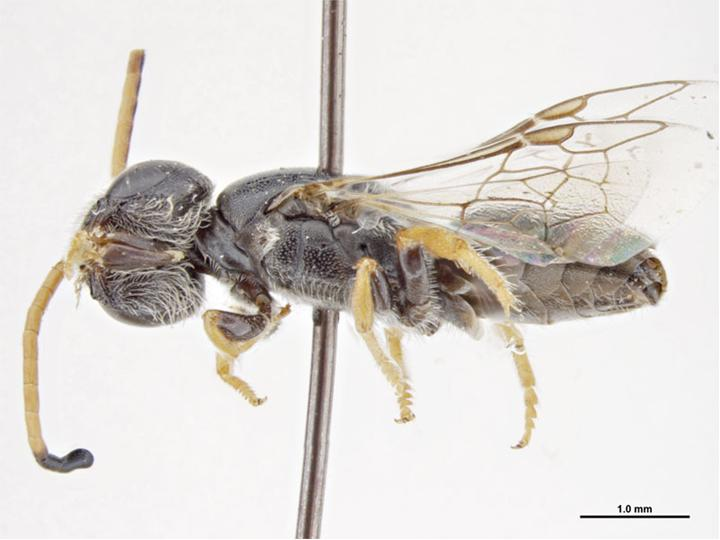

## Dottertaxa tillEuryglossa, i alfabetisk ordning[1]
- Euryglossa adelaidae
- Euryglossa alincia
- Euryglossa angelesi
- Euryglossa antennata
- Euryglossa aureopilosa
- Euryglossa calaina
- Euryglossa capitata
- Euryglossa cupreochalybea
- Euryglossa depressa
- Euryglossa edwardsii
- Euryglossa ephippiata
- Euryglossa frenchii
- Euryglossa glabra
- Euryglossa grisea
- Euryglossa haematura
- Euryglossa hardyi
- Euryglossa homora
- Euryglossa jucunda
- Euryglossa laevigatum
- Euryglossa limata
- Euryglossa liopa
- Euryglossa millstreamensis
- Euryglossa myrrhina
- Euryglossa nigrocaerulea
- Euryglossa noosae
- Euryglossa pammicta
- Euryglossa pavonura
- Euryglossa politifrons
- Euryglossa rhodochlora
- Euryglossa rubricata
- Euryglossa salaris
- Euryglossa schomburgki
- Euryglossa subfusa
- Euryglossa subsericea
- Euryglossa terminata
- Euryglossa tolgae
- Euryglossa trichoda
- Euryglossa victoriae